# Ruslan Ljubars'kyj
Ruslan Mykolajovyč Ljubars'kyj noto come Ruslan Lyubarskiy (in ucraino Руслан Миколайович Любарський?; Bar, 29 settembre 1973) è un allenatore di calcio e calciatore ucraino, attaccante del TJ Družstevník Radvaň nad Laborcom.

## Caratteristiche tecniche
Ala destra, può essere schierato anche come attaccante.

## Carriera
Durante la sua carriera ha vestito le maglie di CSK ZSU Kiev, Chemlon Humenné, Sparta Praga, Kosice, Maccabi Netanya, Metalurh Zaporižžja e Zemplin Michalovce.
Ha giocato più di 462 incontri e messo a segno almeno 103 marcature. Vanta 6 presenze e 1 gol in UEFA Champions League, 5 presenze in Coppa UEFA e 2 presenze in Coppa delle Coppe.

### Club
Dopo aver giocato un paio di stagioni con il CSK ZSU a Kiev nel gennaio del 1994 approda al Chemlon Humenné, società slovacca che milita nella massima divisione nazionale. Nel gennaio del 1997 viene comprato dallo Sparta Praga, società ceca di 1. liga. Con i praghesi vince il campionato nazionale. Nel luglio dello stesso anno ritorna in Slovacchia, al Košice, sempre in prima divisione. In questa stagione gioca 6 partite di Champions League, realizzando un gol ai danni della Juventus a Torino (3-2 per gli italiani) nella fase a gironi. Nel campionato 1998-1999 si piazza al quinto posto nella classifica marcatori con 12 reti mentre nell'annata seguente è il secondo miglior marcatore del torneo con 15 gol. Nel 2000 passa agli israeliani del Maccabi Netanya con i quali gioca per 4 stagioni. Nel 2004 ritorna in patria, al Metalurh Zaporižžja, dove gioca anche 2 partite di Coppa UEFA nella stagione 2006-2007. Nel 2008 ritorna in Slovacchia, all'Humenné. Dopo una breve esperienza allo Zemplin Michalovce ritorna all'Humenné nel 2010 e nella stagione 2011-2012 svolge l'incarico di allenatore-giocatore.

## Palmarès

### Club

#### Competizioni nazionali
- Campionato ceco: 1

Sparta Praga: 1996-1997
- Superliga (Slovacchia): 1

Košice: 1997-1998